# Ланген-бай-Брегенц
Ланген-бай-Брегенц (нем. Langen bei Bregenz) — коммуна в Австрии, в федеральной земле Форарльберг.
Входит в состав округа Брегенц. Площадь общины составляет 21,88 км², население — 1486 человек (1 января 2021), плотность населения — 66 чел./км². Официальный код — 80222.

## Население
| Год  | Численность |
| ---- | ----------- |
| 1869 | 727         |
| 1889 | 784         |
| 1890 | 649         |
| 1900 | 814         |
| 1910 | 679         |
| 1923 | 652         |
| 1934 | 651         |
| 1939 | 643         |
| 1951 | 712         |
| 1961 | 755         |
| 1971 | 845         |
| 1981 | 1019        |
| 1991 | 1194        |
| 2001 | 1299        |
| 2011 | 1289        |
| 2021 | 1486        |

## Политическая ситуация
Бургомистр коммуны — Йохан Коглер по результатам выборов 2005 года.
Совет представителей коммуны (нем. Gemeinderat) состоит из 15 мест.

## Известные уроженцы
- Пфаннер, Франц (1825—1909) — австрийский католический церковный деятель, монах-траппист, миссионер, основатель мужской монашеской конгрегации миссионеры из Марианхилла, аббат, Слуга Божий.